# ۱۰۴۹ (میلادی)
۱۰۴۹ (میلادی) هزار و چهل و نهمین سال تقویم میلادی است.

## درگذشتگان
‎